# Poecilopsis vertumnaria
Poecilopsis vertumnaria là một loài bướm đêm trong họ Geometridae.